# Route nationale 466
Pour les articles homonymes, voir Route 466.
La Route nationale 466 ou RN 466 est une route nationale française reliant Aspach-le-Bas (Pont d'Aspach) dans la continuité de la RN 83 qui bifurque sur Belfort à cet endroit-là à la bretelle de l'A36 de Burnhaupt, puis rejoignant Mulhouse via Morschwiller-le-Bas. Mais il ne s'agit que d'une infime partie de son tracé d'origine couplé à l'intégralité de la RN 466A.
En effet, avant la réforme de 1972, date à laquelle le reste de son parcours a été déclassé en RD 466, elle se détachait de la RN 465 au sommet du Ballon d'Alsace pour descendre le flanc alsacien de celui-ci jusqu'à Altkirch où elle rejoignait l'ancien tracé de la RN 19.
Depuis le 1er janvier 2006, à la suite du transfert de certaines routes nationales aux départements, la RN 466 est baptisée RD 83 entre Pont d'Aspach et l'A36 et RD 166 entre l'A36 et la RD 68 (Morschwiller-le-Bas).

## Tracé actuel
- Burnhaupt-le-Haut (Pont-d'Aspach)
- Burnhaupt (Bretelle d'autoroute A36)
- Heimsbrunn
- Morschwiller-le-Bas
- Dornach
- Mulhouse

## Ancien tracé

### Ancien tracé du Ballon d'Alsace à Pont-d'Aspach D 466
- Sewen (km 11)
- Dolleren (km 13)
- Oberbruck (km 14)
- Wegscheid (km 15)
- Kirchberg (km 16)
- Niederbruck (km 17)
- Masevaux (km 20)
- Lauw (km 23)
- Sentheim (km 25)
- Guewenheim (km 28)
- Aspach-le-Bas (Pont d'Aspach) (km 33)

### Tracé actuel de Pont d'Aspach à l'A36 N 466
La route passe à 4 voies dans la continuité de la RN 83 jusqu'à l'embranchement de l'autoroute, juste pour ce court tronçon.

### Ancien tracé de Burnhaupt-le-Bas à Altkirch
- Bernwiller (km 40)
- Spechbach-le-Bas (km 44)
- Aspach (km 48)
- Altkirch (km 50)